# 拟多刺绿绒蒿
拟多刺绿绒蒿（学名：Meconopsis pseudohorridula）为罂粟科绿绒蒿属下的一个种。

## 扩展阅读
維基物種上的相關：拟多刺绿绒蒿